# 保大 (遼)
保大（ほだい）は、遼の天祚帝耶律延禧の治世に使用された元号。1121年 - 1125年。
- 2年：宋と金の連合軍が中京・西京を陥す。天祚帝は西走。
- 4年：耶律大石が西走し自立する。
- 5年：天祚帝が金に捕らえられる。遼の滅亡。耶律大石が西遼を建国。

## 西暦との対照表
| 保大 | 元年   | 2年    | 3年    | 4年    | 5年    |
| 西暦 | 1121年 | 1122年 | 1123年 | 1124年 | 1125年 |
| 干支 | 辛丑   | 壬寅   | 癸卯   | 甲辰   | 乙巳   |